# Ethan Prow
Ethan Prow, född 17 november 1992, är en amerikansk professionell ishockeyback som är kontrakterad till Buffalo Sabres i National Hockey League (NHL) och spelar för Rochester Americans i American Hockey League (AHL).
Han har tidigare spelat för EHC Red Bull München i Deutsche Eishockey Liga (DEL); Wilkes-Barre/Scranton Penguins och Springfield Thunderbirds i AHL; Wheeling Nailers i ECHL; St. Cloud State Huskies i National Collegiate Athletic Association (NCAA) samt Des Moines Buccaneers i United States Hockey League (USHL).
Prow blev aldrig NHL-draftad.

## Statistik
| 2008–2009   | Sauk Rapids-Rice Storm         |             | 24  | 7  | 25 | 32  | 2  | — | — | — | — | — |
| 2009–2010   | Team Kowalski's                |             | 23  | 0  | 6  | 6   | 6  | — | — | — | — | — |
|             | Sauk Rapids-Rice Storm         |             | 24  | 20 | 18 | 38  | 0  | 2 | 0 | 4 | 4 | 0 |
| 2010–2011   | Des Moines Buccaneers          | USHL        | 59  | 8  | 14 | 22  | 28 | — | — | — | — | — |
| 2011–2012   | Des Moines Buccaneers          | USHL        | 56  | 2  | 22 | 24  | 22 | — | — | — | — | — |
| 2012–2013   | St. Cloud State Huskies        | NCAA        | 39  | 3  | 12 | 15  | 2  | — | — | — | — | — |
| 2013–2014   | St. Cloud State Huskies        | NCAA        | 38  | 4  | 19 | 23  | 14 | — | — | — | — | — |
| 2014–2015   | St. Cloud State Huskies        | NCAA        | 35  | 4  | 19 | 23  | 6  | — | — | — | — | — |
| 2015–2016   | St. Cloud State Huskies        | NCAA        | 37  | 8  | 30 | 38  | 2  | — | — | — | — | — |
|             | Wilkes-Barre/Scranton Penguins | AHL         | 5   | 0  | 1  | 1   | 6  | 2 | 0 | 0 | 0 | 0 |
| 2016–2017   | Wilkes-Barre/Scranton Penguins | AHL         | 59  | 1  | 15 | 16  | 24 | 5 | 1 | 0 | 1 | 0 |
|             | Wheeling Nailers               | ECHL        | 1   | 0  | 2  | 2   | 0  | — | — | — | — | — |
| 2017–2018   | Wilkes-Barre/Scranton Penguins | AHL         | 40  | 4  | 13 | 17  | 16 | 1 | 0 | 0 | 0 | 0 |
|             | Wheeling Nailers               | ECHL        | 3   | 0  | 0  | 0   | 0  | — | — | — | — | — |
| 2018–2019   | Wilkes-Barre/Scranton Penguins | AHL         | 74  | 18 | 32 | 50  | 22 | — | — | — | — | — |
| 2019–2020   | Springfield Thunderbirds       | AHL         | 42  | 9  | 23 | 32  | 20 | — | — | — | — | — |
| 2020–2021   | EHC Red Bull München           | DEL         | 26  | 4  | 16 | 20  | 4  | 2 | 0 | 0 | 0 | 0 |
| 2021–2022   | Buffalo Sabres                 | NHL         | 1   | 1  | 0  | 1   | 0  | — | — | — | — | — |
|             | Rochester Americans            | AHL         | 21  | 4  | 3  | 7   | 37 | — | — | — | — | — |
| NHL totalt  | NHL totalt                     | NHL totalt  | 1   | 1  | 0  | 1   | 0  | — | — | — | — | — |
| AHL totalt  | AHL totalt                     | AHL totalt  | 243 | 35 | 95 | 130 | 90 | 8 | 1 | 0 | 1 | 0 |
| ECHL totalt | ECHL totalt                    | ECHL totalt | 4   | 0  | 2  | 2   | 0  | — | — | — | — | — |
| NCAA totalt | NCAA totalt                    | NCAA totalt | 149 | 19 | 80 | 99  | 24 | — | — | — | — | — |
| USHL totalt | USHL totalt                    | USHL totalt | 115 | 10 | 36 | 46  | 50 | — | — | — | — | — |